# Championnats d'Afrique de cyclisme sur route 2015
Navigation
Championnats d'Afrique 2013 Championnats d'Afrique 2016
Les Championnats d'Afrique de cyclisme sur route 2015 ont lieu du 9 au 14 février 2015 à Wartburg en Afrique du Sud.

## Podiums masculins
| Compétitions                 | Or                                                                         | Temps           | Argent                                                                                        | Temps        | Bronze                                                            | Temps        |
| Élites                       |                                                                            |                 |                                                                                               |              |                                                                   |              |
| Course en ligne              | Louis Meintjes Afrique du Sud                                              | 3 h 59 min 27 s | Jay Robert Thomson Afrique du Sud                                                             | + 2 min 26 s | Jacques Janse van Rensburg Afrique du Sud                         | + 2 min 26 s |
| Contre-la-montre             | Tsgabu Grmay Éthiopie                                                      | 1 h 03 min 05 s | Daniel Teklehaimanot Érythrée                                                                 | + 17 s       | Reinardt Janse van Rensburg Afrique du Sud                        | + 37 s       |
| Contre-la-montre par équipes | Érythrée Natnael Berhane Mekseb Debesay Daniel Teklehaimanot Merhawi Kudus | 1 h 03 min 39 s | Afrique du Sud Reinardt Janse van Rensburg Jay Robert Thomson Louis Meintjes Nicholas Dlamini | + 3 s        | Éthiopie Kibrom Hailay Temesgen Buru Getachew Atsbha Tsgabu Grmay | + 1 min 12 s |
| Hommes - Juniors             |                                                                            |                 |                                                                                               |              |                                                                   |              |
| Course en ligne              | El Mehdi Chokri Maroc                                                      | 1 h 43 min 43 s | Islam Mansouri Algérie                                                                        | + 14 s       | Brandon Plaatjes Namibie                                          | + 39 s       |
| Contre-la-montre             | Gregory de Vink Afrique du Sud                                             | 35 min 33 s     | Islam Mansouri Algérie                                                                        | + 14 s       | El Mehdi Chokri Maroc                                             | + 17 s       |
| Contre-la-montre par équipes | Afrique du Sud Gregory de Vink Jarrod Hattingh Enno Swanepoel John Vlok    | 34 min 19 s     | Maroc Abdelilah Radif El Mehdi Chokri El Houçaine Sabbahi Mohcine El Kouraji                  | + 19 s       | Namibie Tristan de Lange Herbert Peters Brandon Plaatjes          | + 2 min 28 s |

## Podiums féminins
| Compétitions                 | Or                                                                          | Temps           | Argent                                           | Temps        | Bronze                                                                 | Temps        |
| Élites                       |                                                                             |                 |                                                  |              |                                                                        |              |
| Course en ligne              | Ashleigh Moolman Afrique du Sud                                             | 3 h 6 min 57 s  | Lise Olivier Afrique du Sud                      | + 0 s        | Hadnet Kidane Éthiopie                                                 | + 3 min 51 s |
| Contre-la-montre             | Ashleigh Moolman Afrique du Sud                                             | 38 min 19 s     | Heidi Dalton Afrique du Sud                      | + 2 min 36 s | Aurélie Halbwachs Maurice                                              | + 2 min 45 s |
| Contre-la-montre par équipes | Afrique du Sud Ashleigh Moolman Heidi Dalton Lynette Burger An-li Pretorius | 1 h 17 min 48 s | Namibie Vera Adrian Michelle Vorster Irene Steyn | + 4 min 05 s | Érythrée Tsehainesh Fitsum Yohana Dawit Wehazit Kidane Mossana Debesay | + 5 min 44 s |
| Femmes - Juniors             |                                                                             |                 |                                                  |              |                                                                        |              |
| Course en ligne              | Helen Mitchell Zimbabwe                                                     | 1 h 23 min 31 s | Skye Davidson Zimbabwe                           | + 0 s        | Frances Du Toit Afrique du Sud                                         | + 0 s        |
| Contre-la-montre             | Frances Du Toit Afrique du Sud                                              | 44 min 13 s     | Lynette Benson Afrique du Sud                    | + 1 min 40 s | Skye Davidson Zimbabwe                                                 | + 2 min 37 s |
| Contre-la-montre par équipes | Afrique du Sud Frances Du Toit Lynette Benson Ame Venter Mandie Swart       | 45 min 01 s     | -                                                |              | -                                                                      |              |

## Tableaux des médailles
| Rang  | Nation         | Or | Argent | Bronze | Total |
| ----- | -------------- | -- | ------ | ------ | ----- |
| 1     | Afrique du Sud | 8  | 5      | 3      | 15    |
| 2     | Érythrée       | 1  | 1      | 1      | 3     |
| 2     | Maroc          | 1  | 1      | 1      | 3     |
| 2     | Zimbabwe       | 1  | 1      | 1      | 3     |
| 5     | Éthiopie       | 1  | 0      | 2      | 3     |
| 6     | Algérie        | 0  | 2      | 0      | 2     |
| 7     | Namibie        | 0  | 1      | 2      | 3     |
| 8     | Maurice        | 0  | 0      | 1      | 1     |
| Total | Total          | 12 | 11     | 11     | 34    |